# 塞巴斯蒂安·图唐

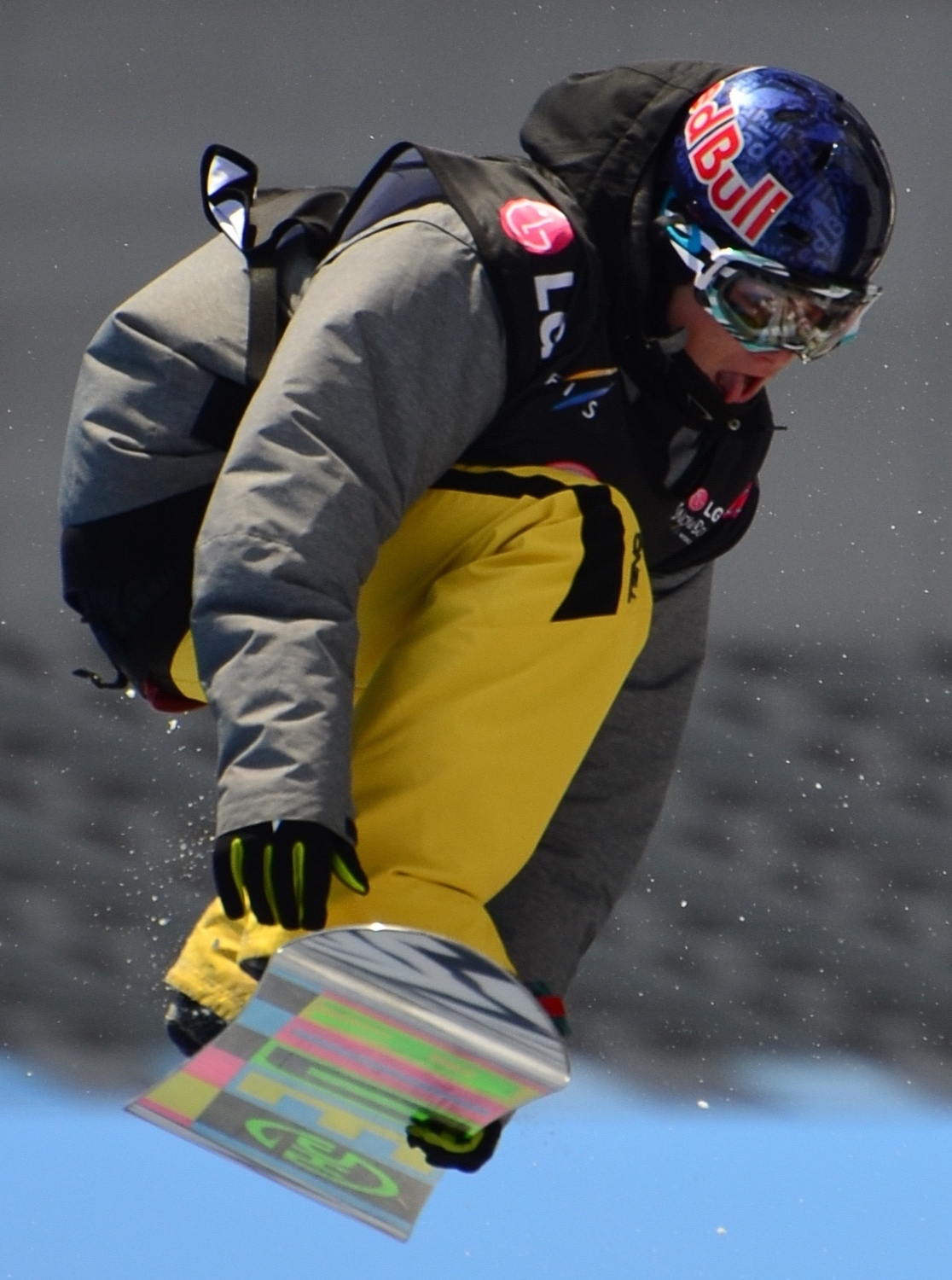
塞巴斯蒂安·图唐特参加魁北克单板滑雪超级空中特技比赛

塞巴斯蒂安·图唐（法語：Sebastien Toutant，1992年11月9日—），加拿大单板滑雪运动员。2011年1月28日，他在美国科罗拉多州滑雪胜地阿斯彭举行的第15届冬季X运动比赛中获得单板滑雪超级空中特技（nowboard Big Air）的银牌，仅次于挪威选手托尔斯泰因·霍尔格默（Torstein Horgmo）。两天后，他在同一届比赛中还获得了单板滑雪斜坡式冠军。这也是他第一次在X运动比赛中获得金牌。
2011年春天，他成为第3个完成单板滑雪后空翻3周的人。前两位是17岁的马克·麦克莫里斯（Mark McMorris）和托尔斯泰因·霍尔格默。